# 六呂師高原

経ヶ岳から望む六呂師高原
左奥に大野盆地と右奥に勝山盆地

六呂師高原（ろくろしこうげん）は、福井県勝山市と大野市にまたがる勝山盆地北東部の経ヶ岳山麓、標高約400-700mに広がる台地である。全域は奥越高原県立自然公園の区域に指定されている。
勝山市部分は2009年（平成21年）10月28日恐竜渓谷ふくい勝山ジオパークに認定された。

## 地形
福井県内唯一の火山性地形である。112万年 - 87万年前に起こった経ヶ岳の噴火ののち、今から数万年前以降、複数回の山体崩壊によってもたらされた岩屑なだれによって形成された。経ヶ岳から流出した岩屑なだれは主に唐谷に沿って流れ、高雄山にせき止められて高原を形成した。
緩やかな扇状地状の地形を形成している。経ヶ岳の山体崩壊によって流された、直径数m〜数十mにおよぶ岩塊が各所に露出し伏石（ぶくいし）と呼ばれている。
六呂師高原から更にあふれ出た岩屑なだれは大野盆地に達し、塚原野台地を形成したが、今では開拓によりほぼ原形は失われつつある。

### 湿原
台地の凹地には湧き水や雨水がたまってできた低層湿原の池ケ原湿原（標高600m）と妻平湿原（標高510m）がある。

## 施設
- 福井県自然保護センター

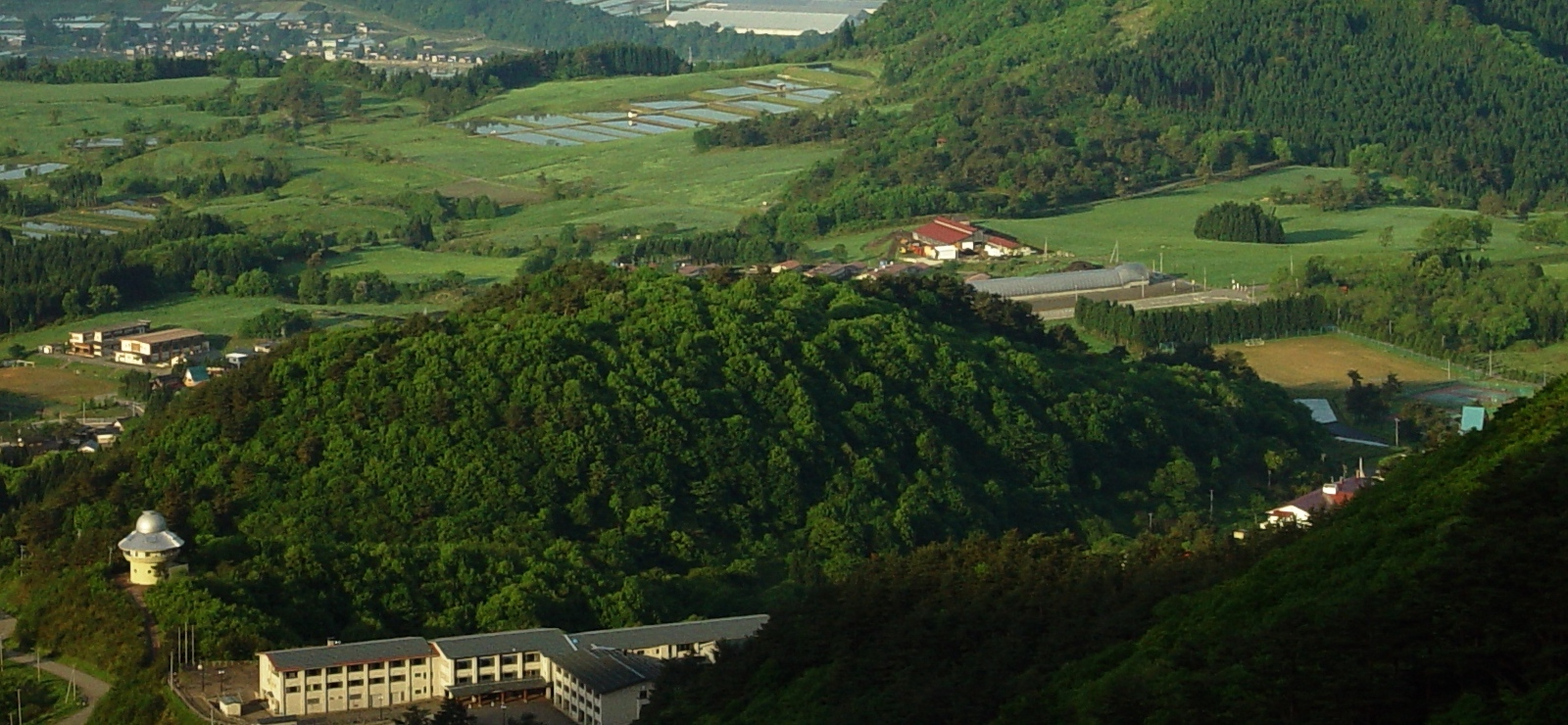
福井県立奥越高原青少年自然の家
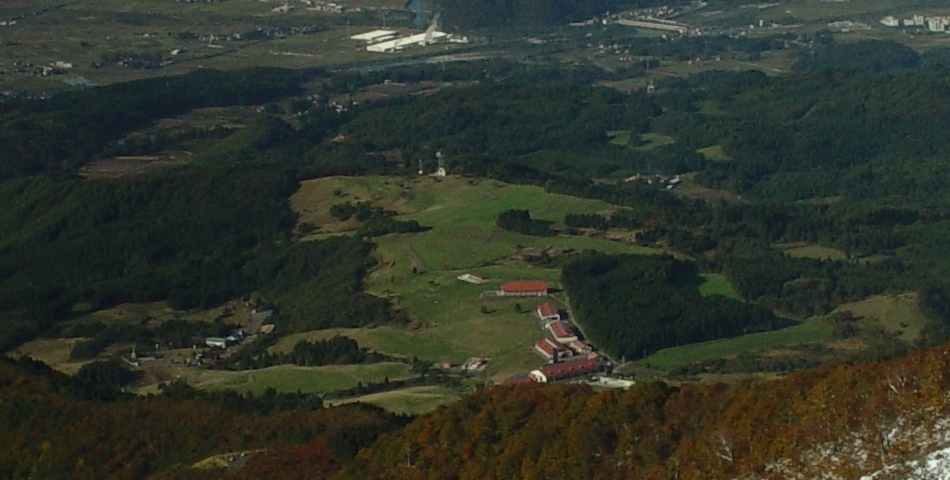
福井県立奥越高原牧場
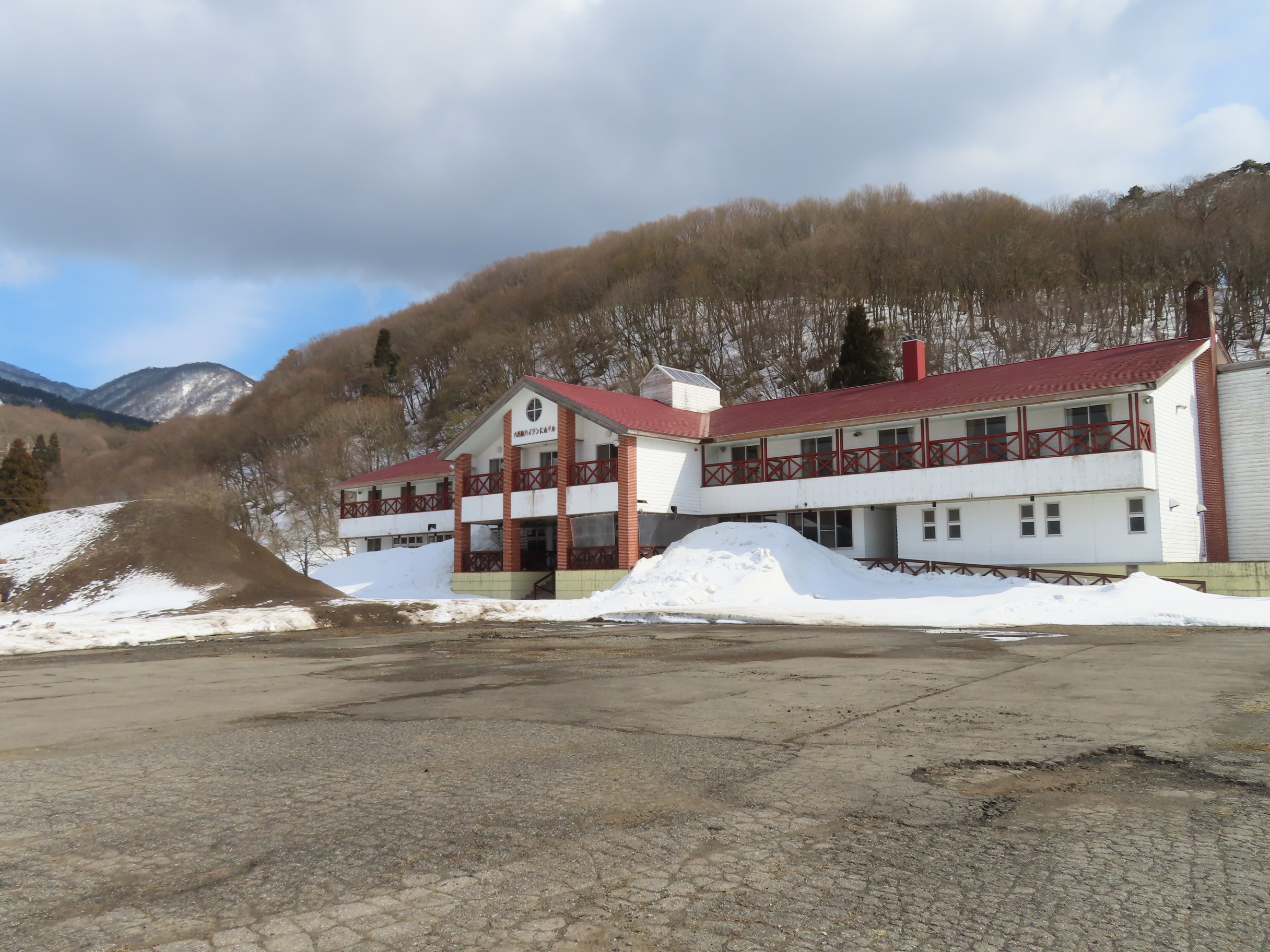
六呂師ハイランドホテル - 六呂師ハイランドホテル、六呂師高原スキー場、うらら館を運営する奥越高原協同組合は2012年12月25日自己破産を申請した。
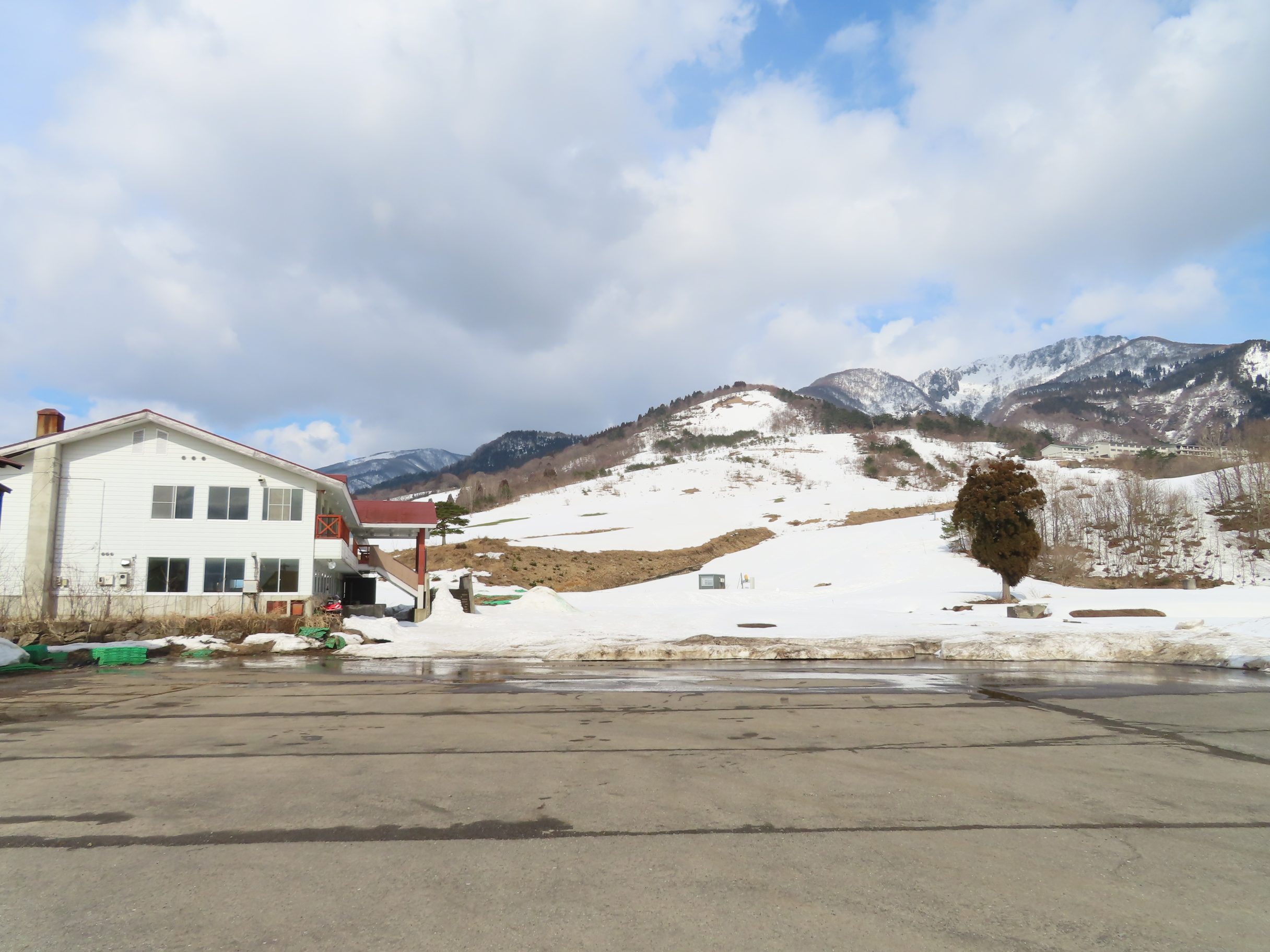
六呂師高原スキーパーク
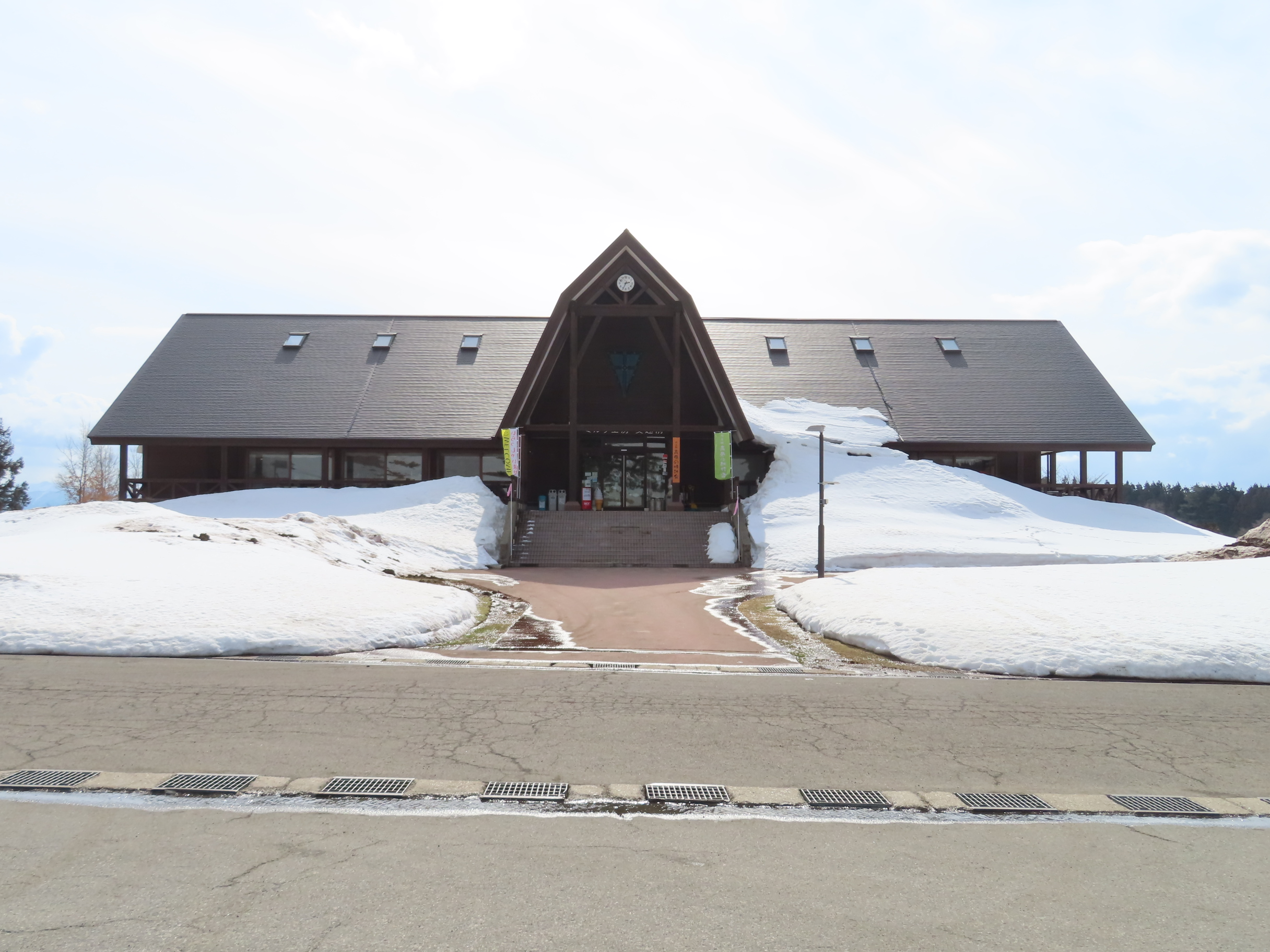
ミルク工房奥越前
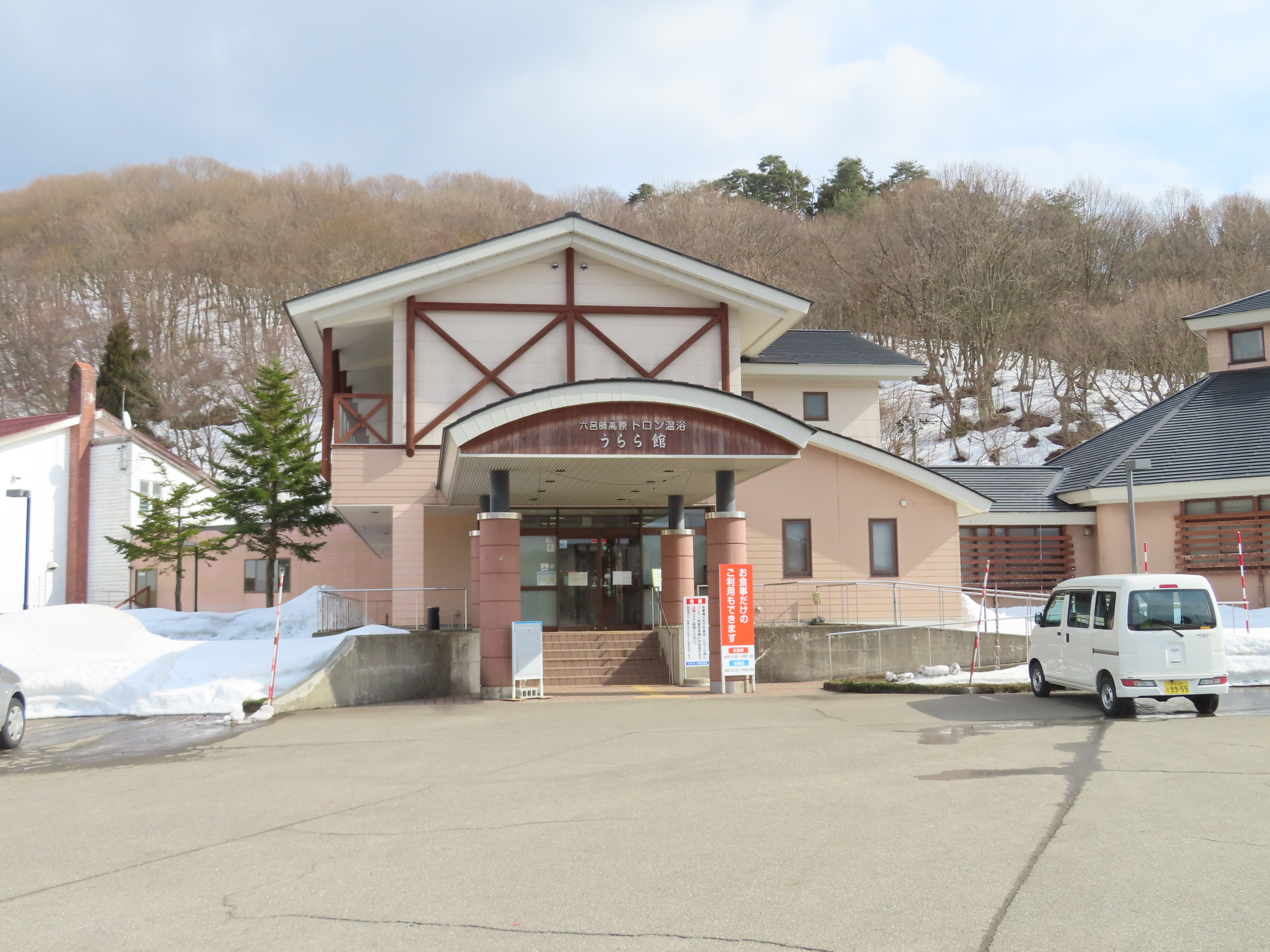
トロン温浴施設『うらら館』
  - 六呂師高原スキーパーク
  - ミルク工房奥越前
  - トロン温浴施設『うらら館』
- 六呂師温泉
  - 六呂師高原温泉ピクニックガーデン

- 福井県立奥越高原青少年自然の家
- 福井県立奥越高原牧場
- 六呂師ハイランドホテル
- 六呂師高原スキーパーク
- ミルク工房奥越前
- トロン温浴施設『うらら館』

## 道路

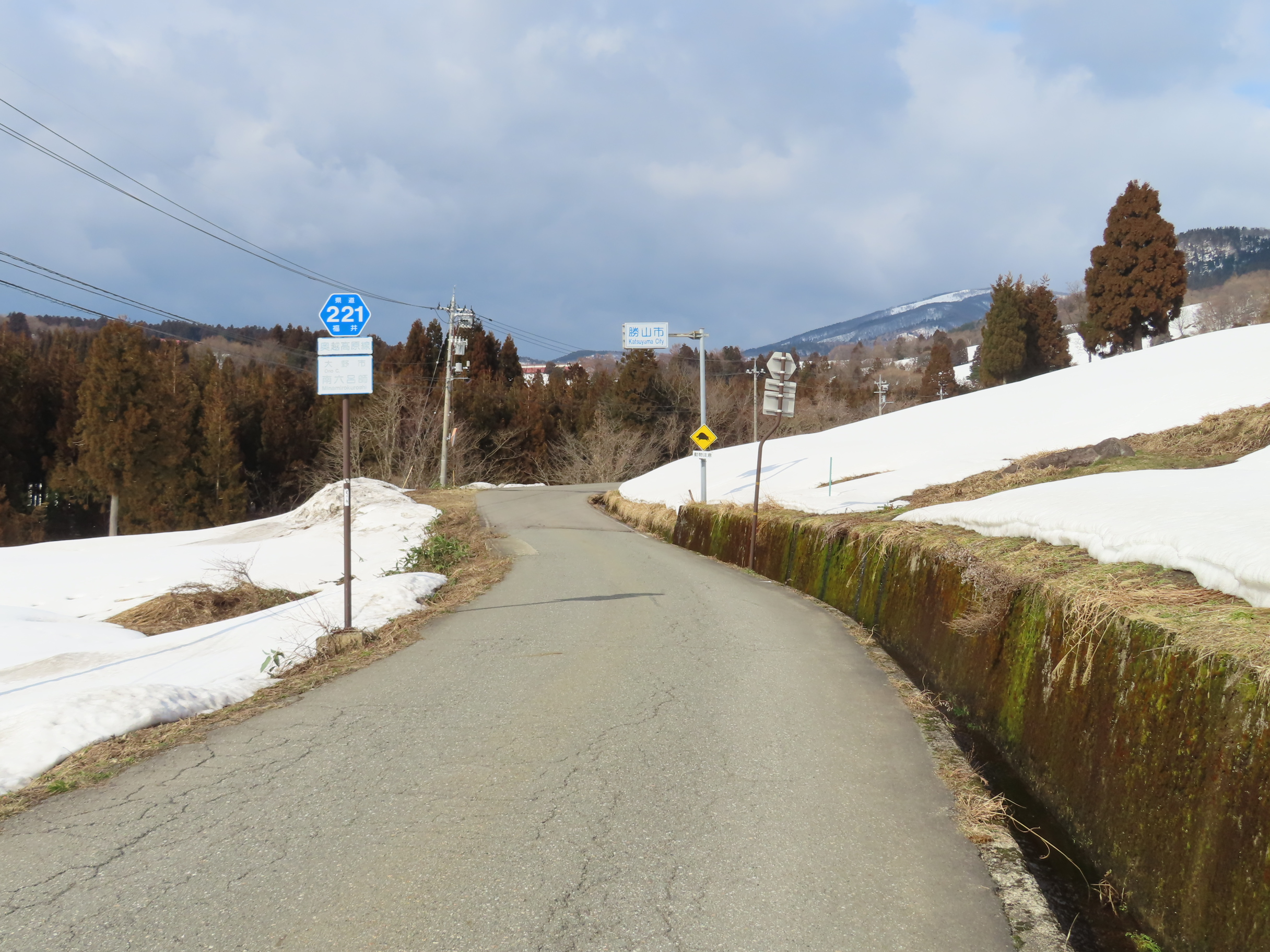
福井県道221号奥越高原線

- 福井県道221号奥越高原線
- 広域幹線林道・法恩寺線